# 米哈利斯·赫里索希季斯

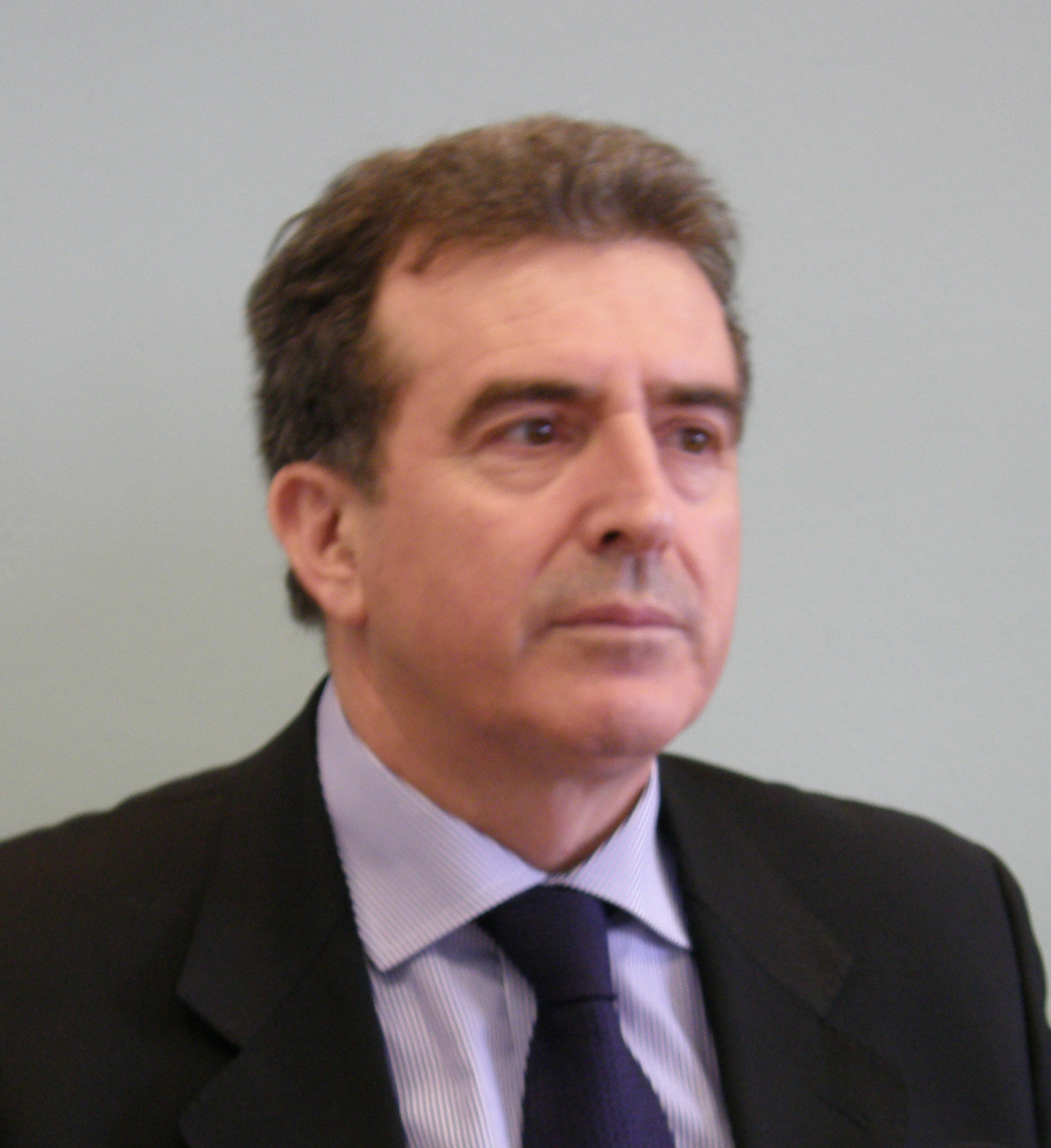
Michalis Chrysohoidis

米哈利斯·赫里索希季斯（希腊语: Μιχάλης Χρυσοχοΐδης）（1955年—)，希腊政治人物，泛希腊社会主义运动成员，现任希腊公民保护部部长。

## 生平
生于伊马夏州，曾在塞萨洛尼基亚里士多德大学学习法律。1974年，加入泛希腊社会主义运动。曾担任希腊发展部副部长(1996-1999)，希腊公共秩序部部长(1999-2003)等职。